# دنیس فلانگان
دنیس فلانگان (انگلیسی: Dennis Flanagan; ۲۲ ژوئیهٔ ۱۹۱۹ – ۱۴ ژانویهٔ ۲۰۰۵) روزنامه‌نگار و ویراستار مؤسس مجله علمی مدرن اهل ایالات متحده آمریکا و از دریافت‌کنندگان جایزه کالینگا بود.

## زندگی
فلاناگان بیش از ۳۷ سال از سال ۱۹۴۷ سردبیر علمی آمریکایی بود. او برای اولین بار با جرالدین لوکس فلاناگان ازدواج کرد، که از او دو فرزند داشت، کارا لوئیز فلاناگان و جان جرارد فلاناگان.